# Каляндріш
Каляндріш (порт. Calhandriz; МФА: [kɐ.ʎɐ̃.ˈdɾiʃ]) — парафія в Португалії, у муніципалітеті Віла-Франка-де-Шира. Розташована в західній частині країни, на теренах історичної португальської провінції Ештремадура. Входить до складу округу Лісабон. За адміністративним поділом, чинним до 1976 року, терени парафії були складовою провінції Рібатежу. Належить до Лісабонського патріархату Католицької церкви. Патрон — святий Марк. Площа — 7,1584 км². Населення — 801 ос. (2011). Сильно урбанізований регіон. Густота населення — 111,9 осіб/км²
. Код — 111404.

## Населення
| Кількість мешканців | Кількість мешканців | Кількість мешканців | Кількість мешканців | Кількість мешканців | Кількість мешканців | Кількість мешканців | Кількість мешканців | Кількість мешканців | Кількість мешканців | Кількість мешканців | Кількість мешканців | Кількість мешканців | Кількість мешканців | Кількість мешканців |
| ------------------- | ------------------- | ------------------- | ------------------- | ------------------- | ------------------- | ------------------- | ------------------- | ------------------- | ------------------- | ------------------- | ------------------- | ------------------- | ------------------- | ------------------- |
| 1864                | 1878                | 1890                | 1900                | 1911                | 1920                | 1930                | 1940                | 1950                | 1960                | 1970                | 1981                | 1991                | 2001                | 2011                |
| 462                 | 481                 | 536                 | 509                 | 584                 | 634                 | 633                 | 670                 | 718                 | 781                 | 966                 | 836                 | 823                 | 847                 | 801                 |